# Полк (округ, Міссурі)
Шаблон:StateAbbr_ 37°37′ пн. ш. 93°24′ зх. д. / 37.62° пн. ш. 93.4° зх. д.
Округ  Полк (англ. Polk County) — округ (графство) у штаті Міссурі, США. Ідентифікатор округу 29167.

## Історія
Округ утворений 1835 року.

## Демографія
За даними перепису 
2000 року 
загальне населення округу становило 26992 осіб, зокрема міського населення було 8746, а сільського — 18246.
Серед мешканців округу чоловіків було 13141, а жінок — 13851. В окрузі було 9917 домогосподарств, 7140 родин, які мешкали в 11183 будинках.
Середній розмір родини становив 3,02.
Віковий розподіл населення поданий у таблиці:
| Стать    | До 15 років | 15-21 | 22-29 | 30-39 | 40-49 | 50-65 | 65-85 | Понад 85 |
| -------- | ----------- | ----- | ----- | ----- | ----- | ----- | ----- | -------- |
| Чоловіки | 2953        | 1708  | 1338  | 1732  | 1660  | 1974  | 1633  | 143      |
| Жінки    | 2758        | 1836  | 1352  | 1760  | 1758  | 2038  | 1974  | 375      |

## Суміжні округи
- Гікорі — північ
- Даллас — схід
- Ґрін — південь
- Дейд — південний захід
- Седар — захід
- Сент-Клер — північний захід

## Виноски
1. ↑  U.S. Decennial Census. United States Census Bureau. Процитовано 18 листопада 2014.
2. ↑  Historical Census Browser. University of Virginia Library. Архів оригіналу за 11 серпня 2012. Процитовано 18 листопада 2014.
3. ↑  Population of Counties by Decennial Census: 1900 to 1990. United States Census Bureau. Процитовано 18 листопада 2014.
4. ↑  Census 2000 PHC-T-4. Ranking Tables for Counties: 1990 and 2000 (PDF). United States Census Bureau. Процитовано 18 листопада 2014.
5. ↑  State & County QuickFacts. United States Census Bureau. Архів оригіналу за 11 серпня 2011. Процитовано 12 вересня 2013.(англ.) Наведено за англійською вікіпедією.
6. ↑  American FactFinder. Бюро перепису населення США. Архів оригіналу за 26 лютого 2012. Процитовано 31 січня 2008.

| США | Це незавершена стаття з географії США. Ви можете допомогти проєкту, виправивши або дописавши її. |